# メタクロレイン
メタクロレイン(methacrolein)またはメタクリルアルデヒド(methacrylaldehyde)は不飽和アルデヒドの一つ。常温で無色透明の可燃性の液体で、タバコの煙に存在する。工業的にはポリマーや天然樹脂の合成に使われる。

## 危険性
暴露すると目、鼻、のど、肺を刺激する。消防法に定める第4類危険物 第1石油類に該当する。